# Tudományos Újságírók Klubja
A tudományos újságírói tevékenység az általános újságírói ismeretekhez képest jelentős többlettudást és sajátos képességeket kíván,
 ami erős kritikai érzékkel párosulva komoly hatást gyakorolhat a társadalom fejlődésére is.
A Tudományos Újságírók Klubja (Club of Hungarian Science Journalists) a Magyar Újságírók Országos Szövetsége tudományos-műszaki szakosztályának utódja, a legfontosabb tudományos újságíró szervezetek közé tartozik, mára már önállóan működő szervezet, amely a tudomány területén működő újságírókat, ismeretterjesztőket fogja össze. A klub 1990 decembere óta az Európai Tudományos Újságíró Szövetségek Uniójának (EUSJA) a tagja.

## Története
A Tudományos Újságírók Klubja 1990 márciusában alakult meg azzal a céllal, hogy önálló szervezetként működve biztosítsa a tudományos újságírás függetlenségét. Alapítását három személy kezdeményezte, Simonffy Géza, aki akkor a Kossuth Rádió Tudományos Szerkesztőségének vezetője volt – ő lett a szervezet első elnöke –, Staar Gyula, az Élet és Tudomány főszerkesztő-helyettese és Palugyai István a Népszabadság tudományos szerkesztője. A szervezet az első években a Tudományos Újságírók Kamarája néven működött. A klub létrehozásának legfontosabb célja az volt, hogy a tudományos újságírás független szakmai szervezetét megteremtse és a működéshez szükséges megfelelő pénzügyi hátteret biztosítsa. Ehhez a gondolathoz társult az anyagi feltételek kialakítása és az önálló nemzetközi kapcsolatrendszer kiépítése.
Rendkívüli fontossággal bír, hogy a TÚK, mint társadalmi szervezet, egyesületi keretek között működve tudja segíteni és erősíteni a tudományos újságírók, valamint a tudományos ismeretterjesztést végző tudományos kutatók között a szakmai és emberi kapcsolatokat, támogatja a szakmai továbbképzést, a tudományos újságírás oktatásának elősegítését.
A klub rendszeresen szervez a magyar tudományos élet kiemelkedő személyiségeivel szakmai találkozókat és programokat, ahol nemcsak a szakmát érintő belső ügyekről esik szó, hanem a programhoz kapcsolódó tanulmányi kirándulások során kutatóintézményekbe, múzeumokba is ellátogatnak, 
A TÚK évek óta kiadja az Az Év Ismeretterjesztő Tudósa díjat, valamint az Enciklopédia-díjat adományozza az év legjobb ismeretterjesztő újságírói tevékenységéért.

## A szervezetről
A TÚK elnöksége 2023-tól:
- elnök: Kocsis-M. Brigitta
- örökös tiszteletbeli elnök: Palugyai István
- alelnök: dr. Lente Gábor
- főtitkár: Rezsabek Nándor
- főtitkárhelyettesek: dr. Hollósy Ferenc és Trupka Zoltán
- az elnökség tagjai: Kapitány Katalin, Kertész Bernadett, Németh Csaba és Tóth Éva.

## Hadik Tudományos Kávéház
Elsőként a Hauer Cukrászda adott otthont a TÚK újságíróinak, hogy megoszthassák egymással gondolataikat egy-egy beszélgetés keretében, amelyre kutatókat, újságírókat vártak, de bárki bekapcsolódhatott a beszélgetésbe, ha erre volt igénye. A program 2014. március 20-tól megújulva, mint Hadik Tudományi Kávéház, újra működik a Hauer cukrászdában, felújítva a régi hagyományokat.
Az első márciusi program vendége Kiss László, az MTA Konkoly-Thege Miklós Csillagászati Intézet kutatóprofesszora volt, előadásnak címe pedig "Az Univerzum nagy kérdései – csillagász szemmel" volt. Beszélgetőtárs Lukácsi Béla rádiós tudományos újságíró és az est vendégei voltak. Az április 17-ei est vendége Rosivall László orvosprofesszor, a Semmelweis Egyetem Kórélettani Intézetének igazgatója volt.

## Díjak
- Az Év Ismeretterjesztő Tudósa díj: az 1996-ban alapított, és először 1998-ban kiosztott díj odaítéléséről minden évben a Tudományos Újságírók Klubjának tagjai döntenek,[5]
- Hevesi Endre-díj, a legjobb ismeretterjesztő újságírói tevékenységéért.

## Tagjai
Feltöltés alatt, a nevek nem fontosság, hanem a magyar abc szabálya szerint vannak felsorolva:
† Amaczi Viktor · Babinszki Edit · Bacsárdi László · Balázs Ildikó · Both Előd · Daniss Győző · Dombi Margit · Dürr János · Eiler Olga · Farkas Csaba · Frey Sándor · Garay Tóth János · Gács János · Gózon Ákos · Greguss Ferenc · Grosschmid Péter Pál · dr. Gyovai Gabriella · Hajdú Ferenc · Hegedűs Ernő · Hollósy Ferenc · Horvai Ferenc · Horváth Balázs · Horváth Dezső · Hraskó Gábor · Jurecska Laura · Kapitány Katalin · dr. Karner István · Kertész Bernadett · Kiss László · Kiss Rozália · Kittel Ágnes · Kollányi Ágoston · Kocsis Anikó · Kordos László · Kölcsei Tamás · Kútvölgyi Ida · Lente Gábor · Lukács Béla · Mécs Anna · Mészáros Ildikó · Molnár Csaba · Módis Ágnes · Mucsi János · Németh János · Nyerges Gyula · Oláh István · Őri-Kiss Gyöngyi · Palugyai István · Pálfai Katalin · Pásztor Balázs · dr. Pesthy Gábor · Rezsabek Nándor · Rédey Soma · Rosivall László · Simon Ágnes · Simonffy Géza · Staar Gyula · Szabados László · Székely Tamás · dr. Szilágyi Zsolt · Tasi Tibor · dr. Tausz Anikó · Tószegi Zsuzsanna · Tóth Péterné · Trupka Zoltán · Zombori Ottó · Vicsek Ferenc